# Útvar zvláštních činností

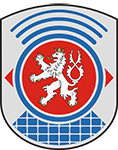
Znak Útvaru zvláštních činností SKPV

Útvar zvláštních činností, zkráceně ÚZČ, (Útvar zvláštních činností služby kriminální policie a vyšetřování Policie České republiky, zkráceně ÚZČ SKPV PČR) je jeden ze servisních útvarů Policie České republiky s celostátní působností.

## Činnost
ÚZČ SKPV dle citování oficiálních informací o tomto útvaru, provádí ve prospěch oprávněných (blíže zákon) především následující: odposlech a záznam telekomunikačního provozu, sledování osob a věcí a další specializované úkony. ÚZČ tak jedná dle trestního řádu (resp. dle zákona o Policii České republiky a dle dalších právních předpisů). ÚZČ SKPV je jediným útvarem PČR, který je oprávněn provádět tyto úkony na celém území republiky. Kromě výkonných pravomocí má tento útvar i metodickou působnost ve sledování v souladu s interními akty policejního prezidenta řídí a technicky zajišťuje činnost systému centralizované ochrany. Vzhledem k výlučné působnosti v oblasti odposlechu a záznamu telekomunikačního provozu má ÚZČ nezastupitelnou roli při soustřeďování podkladů pro zpracování pravidelně předkládané zprávy. V organizační struktuře PČR je útvar zařazen mezi servisní složky v podřízenosti náměstka policejního prezidenta pro službu kriminální policie a vyšetřování.

## Struktura
Tento celorepublikový útvar má v čele ředitele. Od minimálně srpna 2008 do listopadu 2012 jím byl plk. Ing. Tomáš Almer, kterého od 1. prosince 2012 na postu ředitele útvaru vystřídal plk. Ing. Vladimír Šibor. Ten požádal ze zdravotních důvodů o ukončení služebního poměru k 30. červnu 2019. Od 1. července 2019 do současné doby tak útvar vede plk. Ing. Roman Vojtíšek.
Kromě centrály v Praze zajišťují úkoly útvaru v jednotlivých krajích pobočky (expozitury) ÚZČ SKPV, dislokované pracoviště v Ústí nad Labem, Plzni, Českých Budějovicích, Hradci Králové, Brně a v Ostravě.